# 필리핀 대기지구물리천문청

필리핀 대기지구물리천문청 로고

필리핀 대기지구물리천문청(PAGASA, 영어: Philippine Atmospheric, Geophysical and Astronomical Services Administration, 타갈로그어: Pangasiwaan ng Pilipinas sa Serbisyong Atmosperiko, Heopisiko at Astronomiko)은 기상, 기후, 수문와 천문에 관한 사무를 관장하는 필리핀의 정부 기관이다. 1972년 12월 8일 설치되었다. 태풍의 이름을 정할 때 국제표준을 따르지 않고 독자적으로 A~Z까지 이름을 붙인다.

## 같이 보기
- 필리핀의 기후